# Četrtek
Četŕtek je dan v tednu med sredo in petkom. Po sodobnem evropskem pojmovanju je četrtek četrti dan v tednu (glej ISO 8601), po starem judovskem gledanju pa peti. Po standardu ISO 8601 prvi četrtek v letu določa prvi teden v letu, saj je takrat več dni v tednu v novem kot v starem letu. 1. teden je teden s prvim četrtkom v letu.
Slovensko ime četrtek izhaja iz vrstnega reda dneva v tednu (četrti dan v tednu). V germanskih jezikih je bil poimenovan po nordijskem bogu Thoru (angleško Thursday, dansko Torsdag, nemško Donnerstag), v romanskih jezikih pa po rimskem bogu Jupitru (francosko jeudi, italijansko giovedì, špansko jueves).
V Združenem kraljestvu so volitve po navadi v četrtek.